# Efim Antonowitsch von Kleist
Efim Antonowitsch von Kleist (russisch Ефим Антонович Клейст; * 1794; † 16. Februar 1857 in Kasan) war russischer Generalmajor.

## Leben

### Herkunft
Efim Antonowitsch von Kleist war ein Angehöriger der pommerschen Adelsfamilie von Kleist und Sohn des königlich preußischen Leutnants Anton David von Kleist (* 1745; † 1805), der 1770 in russische Dienste trat und ein Neffe des Dichters Ewald Christian von Kleist war.

### Werdegang
Kleist erhielt seine Ausbildung im Militärwaisenhaus, dem späteren Pawlowski Kadettenkorps in Sankt Petersburg. 1817 trat er im Rang eines Fähnrichs bei der 18. Artillerie-Brigade in die Kaiserlich Russische Armee ein. 1819 wurde er in die Ukraine verlegt und avancierte 1820 zum Leutnant, 1823 zum Kapitänleutnant, 1826 zum Kapitän und 1829 zum Major. Kleist war dann an der Niederwerfung des Novemberaufstand in Polen beteiligt. hier erhielt er den Wladimir-Orden IV. Klasse und den Sankt-Annen-Orden III. Klasse. Für sein Zutun bei der Einnahme Warschaus, wurde er mit dem Virtuti Militari III. Klasse ausgezeichnet wurde. Von 1834 bis 1836 diente er bei der Kavallerie, wurde 1836 wegen herausragender Leistungen im Dienst zum Oberstleutnant befördert und kurzzeitig zu den Ulanen verlegt und erhielt schließlich 1837 den Sankt-Stanislaus-Orden III. Klasse. 1839 wurde Kleist erneut einem Kavallerieregiment zugeordnet, 1840 erhielt er das Kommando über die 4. Brigade der sibirischen Linienkosaken. 1841 erhielt er nach 25 makellosen Dienstjahren den Sankt-Georg-Orden IV. Klasse. Im Jahre 1842 wurde er zum Kommandeur der 3. Brigade der sibirischen Linienkosaken und im Jahre 1843 zum Oberst befördert. Kleist wurde 1846 erneut mit dem Sankt-Annen-Orden II. Klasse mit Kaiserkrone ausgezeichnet und erhielt 1847 das Kommando der 2. Brigade des unabhängigen sibirischen Kosakenkorps. Auch der ihm im Folgejahr übertragende Aufgabe des Oberkommandos über die Grenze zu Kirgisen war er gewachsen, worauf er 1849 Wladimir-Orden III. Klasse geehrt wurde. Im Jahr 1852 avancierte er zum Generalmajor, dimittierte jedoch bereits im März selben Jahres.